# نور إيهاب
نور إيهاب (2 فبراير 2003) هي ممثلة مصرية.

## حياتها
وُلدت في 2 فبراير 2003 بالقاهرة، وتخرجت من المعهد العالي للموسيقى. وكان أول ظهور لها كان في مسلسل يوميات زوجة مفروسة عام 2015 مع داليا البحيري وخالد سرحان .ظهرت في مسلسل يوميات زوجة مفروسة 2 وكان هذا ثاني ظهور لها وقد اظهرت نور مهارتها في مسلسل أبو البنات والذي عُرض في شهر رمضان عام 2016، حيث أدت دور الفتاة الشريرة الذي يختلف تماما مع الأدوار التي أدتها قبل هذا الدور مما جعل منها ممثلة تستطيع تجسيد أي شخصية. ثم توالت أعمالها السينمائية والتلفزيونية مثل دورها في فيلم واحد تاني (2022)، مسلسل الحشاشين عام 2024. ثم شاركت في بطولة فيلمي الحريفة (2024)، الحريفة 2 (2024) وحقق الجزئين نجاحا تجاريا.

## أعمال

### أفلام
- 2021: الثلاثاء 12
- 2022: 11:11
- 2022: معالي ماما
- 2022: ألوان
- 2022: واحد تاني
- 2024: الحريفة
- 2024: الحريفة 2

### مسلسلات
- 2015 – 2019: يوميات زوجة مفروسة أوي: (ج1، 2، 3، 4، 5) - مي
- 2015: ذهاب وعودة
- 2016: أبو البنات - نور
- 2017: اختيار إجباري - نغم مالك
- 2018: الشريط الأحمر - مريم
- 2019: كلبش ج3 - هبة
- 2020: إلا أنا
- 2021: خارج السيطرة
- 2021: ضد الكسر
- 2021: الإختيار 2
- 2021: ورا كل باب ج 2
- 2021: لعبة نيوتن
- 2022: أعمل إيه
- 2024: الحشاشين - ناظ
- 2024: صدفه
- 2024: 6 شهور - لطيفة

### مسرحيات
- 2023: ميمو

### إذاعة
- 2017: البخيل هو أنا